# Nikołaj Zabołocki

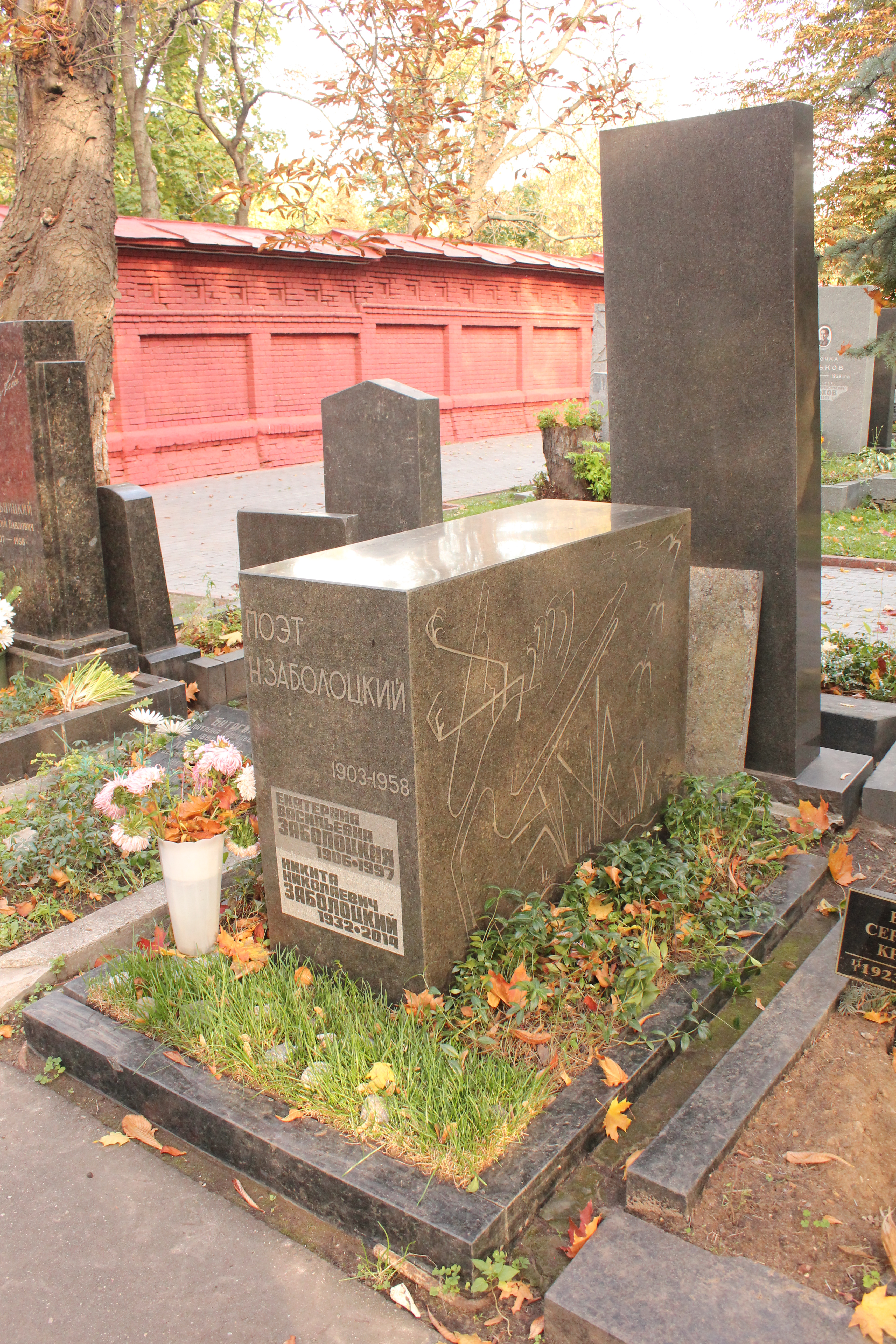
Grobowiec poety na Cmentarzu Nowodziewiczym w Moskwie

Nikołaj Aleksiejewicz Zabołocki (ros. Николай Алексеевич Заболоцкий, ur. 7 maja 1903 k. Kazania, zm. 14 października 1958 w Moskwie) – rosyjski poeta, pisarz dla dzieci i tłumacz.
Urodził się w pobliżu Kazania. W roku 1920 przeniósł się do Moskwy, gdzie podjął studia z zakresu medycyny i filologii. Po roku przeniósł się do Petersburga, gdzie studiował w Instytucie Pedagogicznym w Petersburgu.
W tym czasie rozpoczął działalność pisarską. W tym też okresie poznał swoją przyszłą żonę. W roku 1928 razem z Daniiłem Charmsem i Aleksandrem Wwiedienskim założył awangardową grupę OBERIU.
Jego pierwszym tomikiem poezji był zbiór Stołbcy (Столбцы) wydany w 1929.
Padł ofiarą sowieckich czystek, czego skutkiem było zesłanie go w roku 1938 na Syberię na okres 5 lat, następnie przedłużone do 1944 roku. Po tym czasie pozostał nadal na wygnaniu w Karagandzie.
W roku 1946 powrócił do Moskwy, gdzie został przywrócony jako członek Związku Pisarzy Radzieckich.
W ostatnich latach swego życia Nikołaj Zabołocki dużo chorował (serce). Z tego też powodu większość czasu spędzał w Tarusie.